# Niederösterreichische Landesausstellung

Logo der Niederösterreichischen Landesausstellung

Eine Niederösterreichische Landesausstellung fand (als erste derartige Veranstaltung in Österreich) erstmals noch in der Besatzungszeit 1951 in Krems statt. Es folgten einige weitere Ausstellungen bereits nach dem Staatsvertrag unter diesem Sammelbegriff, bis sie ab 1973 zu einer regelmäßigen Veranstaltung wurden.
Die Landesausstellungen finden seit etlichen Jahren der Reihe nach in einem anderen der vier Landesteile von Niederösterreich statt: Mostviertel (2000, 2007, 2015), Waldviertel (2001, 2009, 2017), Industrieviertel (2003, 2011, 2019), Weinviertel (2005, 2013, 2022).

## Liste der Landesausstellungen
| Jahr | Ausstellung                                                                        | Kurator                                                                      | Ort/Region                                                                                        | Besucherzahl |
| ---- | ---------------------------------------------------------------------------------- | ---------------------------------------------------------------------------- | ------------------------------------------------------------------------------------------------- | ------------ |
| 1951 | Der Kremser Schmidt                                                                |                                                                              | Krems                                                                                             |              |
| 1954 | Graphik zum Thema Biedermeier in Gutenstein                                        | Rupert Feuchtmüller                                                          | Gutensteiner Meierhof                                                                             |              |
| 1959 | Die Gotik in Niederösterreich                                                      | Harry Kühnel                                                                 | Krems                                                                                             |              |
| 1960 | Jakob Prandtauer und sein Kunstkreis                                               | Rupert Feuchtmüller                                                          | Stift Melk                                                                                        | 380.000      |
| 1962 | Friedrich Gauermann und seine Zeit                                                 | Rupert Feuchtmüller                                                          | Gutenstein und Miesenbach                                                                         |              |
| 1963 | Paul Troger und die österreichische Barockkunst                                    | Rupert Feuchtmüller                                                          | Altenburg                                                                                         |              |
| 1965 | Ferdinand Georg Waldmüller                                                         |                                                                              | Hinterbrühl, Höldrichsmühle                                                                       | 80.000       |
| 1966 | Friedrich III.                                                                     |                                                                              | Wiener Neustadt                                                                                   |              |
| 1967 | Gotik in Österreich                                                                |                                                                              | Krems                                                                                             |              |
| 1973 | Die Römer an der Donau                                                             |                                                                              | Schloss Petronell                                                                                 |              |
| 1974 | Renaissance in Österreich                                                          | Rupert Feuchtmüller                                                          | Schallaburg                                                                                       |              |
| 1975 | Groteskes Barock                                                                   | Rupert Feuchtmüller                                                          | Stift Altenburg                                                                                   |              |
| 1976 | 1000 Jahre Babenberger in Österreich                                               | Erich Zöllner und Karl Gutkas                                                | Stift Lilienfeld                                                                                  | 500.000      |
| 1977 | Kunst der Ostkirche                                                                |                                                                              | Stift Herzogenburg                                                                                |              |
| 1978 | Jagd einst und jetzt                                                               |                                                                              | Schloss Marchegg                                                                                  |              |
| 1979 | Die Zeit der frühen Habsburger                                                     | Floridus Röhrig                                                              | Wiener Neustadt                                                                                   |              |
| 1980 | Österreich zur Zeit Kaisers Josephs II.                                            | Karl Gutkas                                                                  | Stift Melk                                                                                        |              |
| 1981 | Die Kuenringer – das Werden des Landes Niederösterreich                            | Herwig Wolfram und Karl Brunner                                              | Stift Zwettl                                                                                      | 400.000      |
| 1982 | 800 Jahre Franz von Assisi                                                         | Harry Kühnel und Hanna Egger                                                 | Krems                                                                                             | ca. 150.000  |
| 1983 | Peru durch die Jahrtausende                                                        |                                                                              | Schallaburg                                                                                       | 192.108      |
| 1984 | Das Zeitalter Kaisers Franz Josephs (1. Teil)                                      | Harry Kühnel und Adam Wandruszka                                             | Schloss Grafenegg                                                                                 | 380.000      |
| 1985 | Der hl. Leopold – Landesfürst und Staatssymbol                                     | Floridus Röhrig                                                              | Stift Klosterneuburg                                                                              | 330.000      |
| 1986 | Prinz Eugen und das barocke Österreich                                             | Karl Gutkas                                                                  | Schloss Hof / Schloss Niederweiden                                                                |              |
| 1987 | Das Zeitalter Kaisers Franz Josephs (2. Teil)                                      | Harry Kühnel                                                                 | Schloss Grafenegg                                                                                 | 264.842      |
| 1988 | Seitenstetten – Kunst und Mönchtum an der Wiege Österreichs                        | Karl Brunner                                                                 | Stift Seitenstetten                                                                               |              |
| 1989 | Magie der Industrie                                                                | Roman Sandgruber                                                             | Pottenstein                                                                                       |              |
| 1990 | Adel im Wandel, Politik – Kultur – Konfession 1500–1700                            | Herbert Knittler                                                             | Schloss Rosenburg                                                                                 |              |
| 1991 | Kunst des Heilens – aus der Geschichte der Medizin und Pharmazie                   | Manfred Skopec                                                               | Kartause Gaming                                                                                   |              |
| 1992 | Die Eroberung der Landschaft – Semmering, Rax, Schneeberg                          | Wolfgang Kos                                                                 | Schloss Gloggnitz                                                                                 |              |
| 1993 | Familie – Ideal und Realität                                                       | Elisabeth Vavra                                                              | Schloss Riegersburg                                                                               |              |
| 1994 | Die Fürstenberger – 800 Jahre Herrschaft und Kultur in Mitteleuropa                | Erwein H. Eltz                                                               | Schloss Weitra                                                                                    |              |
| 1996 | Ostarrîchi – Österreich 996–1996, Menschen, Mythen, Meilensteine                   | Ernst Bruckmüller und Peter Urbanitsch                                       | St. Pölten / Neuhofen an der Ybbs                                                                 |              |
| 1998 | aufmüpfig & angepaßt – Frauenleben in Österreich                                   | Elisabeth Vavra                                                              | Schloss Kirchstetten                                                                              |              |
| 2000 | Die Suche nach dem verlorenen Paradies – europäische Kultur im Spiegel der Klöster | Elisabeth Vavra und Hannes Etzlstorfer                                       | Stift Melk                                                                                        |              |
| 2001 | Sein & Sinn, Burg & Mensch                                                         | Falko Daim und Thomas Kühtreiber                                             | Burg Ottenstein / Schloss Waldreichs                                                              |              |
| 2003 | Theaterwelt, Welttheater                                                           | Wolfgang Greisenegger                                                        | Reichenau an der Rax                                                                              | 110.000      |
| 2005 | Helden                                                                             |                                                                              | Heldenberg und Kreisgräben – Europas größte Monumentalbauten bei Kleinwetzdorf                    | 265.049      |
| 2007 | Feuer & Erde                                                                       | Karl Holubar, Christian Huber und Roman Sandgruber                           | Rothschildschloss in Waidhofen an der Ybbs und Schloss St. Peter in der Au in St. Peter in der Au | 401.000      |
| 2009 | Österreich. Tschechien. geteilt – getrennt – vereint                               | Stefan Karner, Armin Lausegger, Philipp Lesiak und Michal Stehlik            | Horn, Raabs an der Thaya und Telč (Tschechien)                                                    | 405.192      |
| 2011 | Erobern – Entdecken – Erleben                                                      |                                                                              | Kulturfabrik Hainburg, Bad Deutsch-Altenburg, Petronell-Carnuntum                                 | 554.438      |
| 2013 | Brot und Wein                                                                      | Hannes Etzlstorfer, Christian Rapp, Franz Regner und Matthias Pfaffenbichler | Asparn an der Zaya und Poysdorf                                                                   | 305.366      |
| 2015 | ÖTSCHER:REICH – Die Alpen und wir                                                  | Beat Gugger, Werner Bätzing, Ernst Bruckmüller und Gerhard Proksch           | Laubenbachmühle in Frankenfels, Kraftwerk Wienerbruck, Neubruck bei Scheibbs                      | 280.648      |
| 2017 | Alles was Recht ist                                                                | Elisabeth Vavra                                                              | Schloss Pöggstall                                                                                 | 228.501      |
| 2019 | Welt in Bewegung – Stadt.Geschichte.Mobilität                                      |                                                                              | Wiener Neustadt                                                                                   | 322.181      |
| 2022 | Marchfeld Geheimnisse – Mensch. Kultur. Natur.                                     |                                                                              | Schloss Marchegg                                                                                  |              |
| 2026 | Wunder Mensch – Seelische Gesundheit im Wandel der Zeit                            |                                                                              | Landesklinikum Mauer bei Amstetten                                                                |              |
| 2028 |                                                                                    | Armin Laussegger                                                             | Palmenhaus Gmünd, Gmünd                                                                           |              |

## Landesausstellungen mit Wirtschaftsbezug (1927–1955)

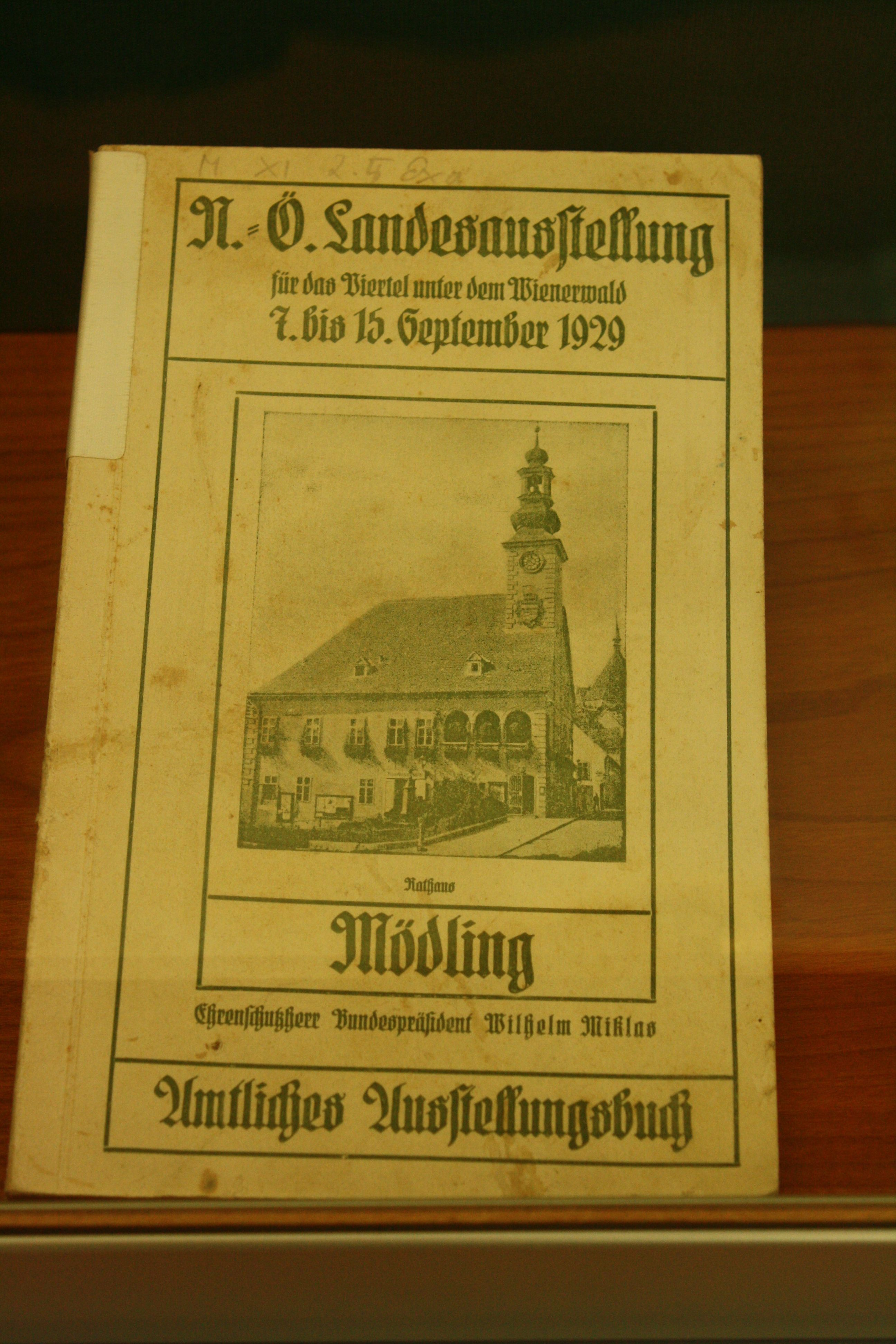
Festschrift zur Landesausstellung 1929

| Jahr | Ausstellung                                                                     | Ort/Region          |
| ---- | ------------------------------------------------------------------------------- | ------------------- |
| 1927 | Landesausstellung                                                               | Stockerau           |
| 1928 | Landesausstellung                                                               | Horn                |
| 1929 | Niederösterreichische Landesausstellung für das Viertel unter dem Wienerwald    | Mödling             |
| 1932 | Niederösterreichische Landesausstellung für das Viertel ober dem Wienerwald     | Sankt Pölten        |
| 1934 | Niederösterreichische Landes-Ausstellung im Viertel ober dem Manhartsberg       | Zwettl              |
| 1935 | Niederösterreichische Landes-Ausstellung für das Viertel unter dem Manhartsberg | Hollabrunn          |
| 1936 | Niederösterreichische Landes-Ausstellung für das Viertel unter dem Wienerwald   | Bruck an der Leitha |
| 1937 | Die Stadt Amstetten                                                             | Amstetten           |
| 1948 | Niederösterreichische Landes-Ausstellung für das Viertel ober dem Manhartsberg  | Krems               |
| 1950 | Niederösterreichische Landes-Ausstellung                                        | Sankt Pölten        |
| 1953 | Niederösterreichische Landes-Ausstellung – Wachauer Volksfest                   | Krems               |
| 1955 | Niederösterreichische Landes-Ausstellung – Wachauer Volksfest                   | Krems               |